# Uollega magdalenae
Uollega magdalenae là một loài bướm đêm trong họ Noctuidae.